# Хогар Страшни
Хогар Страшни (енгл. Hägar the Horrible) је главни лик истоименог стрипа америчког цртача Дика Брауна (енгл. Dick Browne). Стрип се први пут појавио 4. фебруара 1973. у 136 дневних листова. Дик Браун је цртао стрип до 1988. када цртање наставља његов син Крис. Стрип се објављује у преко 1.900 дневних листова у више од 50 земаља, а преведен је на 13 језика. Осим у облику кратких стрипова, Хогар се појавио и у облику књижице под насловом Викиншки приручник.

## Главни јунаци
- Хогар Страшни
- Хелга, Хогарова супруга
- Хони, Хогарова ћерка
- Хамлет, Хогаров син
- Лут, песник и трубадур у кога је Хони заљубљена
- Срећни Еди, Хогарова неспретна десна рука, и најбољи пријатељ
- Квак, патка
- Снерт, пас
- Доктор Зук,